# Molophilus (Molophilus) lauri
Molophilus (Molophilus) lauri is een tweevleugelige uit de familie steltmuggen (Limoniidae). De soort komt voor in het Neotropisch gebied.